# 姦淫
姦淫（かんいん）とは、性に関わる不道徳の事である。多くの宗教において、姦淫は罪悪とされる。姦淫の意味は宗教によって異なる。

## ユダヤ教
旧約聖書に神がモーセに与えられたと書かれてある十戒で「姦淫してはならない」と命じられている。旧約聖書の司法律法の規定では姦淫の罪に死刑が定められており、処女でない未婚女性、男女の不倫、男性同性愛は死刑である。モーセの時代、姦淫は死刑になるため、離婚ではなく、死刑によって結婚が終了した。
旧約聖書では、国あるいは各コミュニティは「神と婚姻の契約を結んだ娘」と捉えられ、「シオンの娘」等と表現される。ヘゲモニーが奪われ、他教への信仰に目覚めるイスラエルは、姦淫を犯したとされ、エゼキエル書16章、23章では、口をきわめて痛罵されている。また、ヘブライ語では、男性が既婚女性を誘って行う行為が「ナーアフ」既婚女性が男性を誘惑する行為を「ザーナー」と言うが、エゼキエル書16章30節で「大娼婦」と痛罵されるエルサレムが32節で「ナーアフを行う」とある。また、エゼキエル書23章4節で、サマリアがオホラ（天幕を持つ女）、エルサレムがオホリバ（我が天幕は彼女の中に）という名で表現されるが、いかなるニュアンスの蔑称であるかは不明である。

## キリスト教
新約聖書においては、「姦淫」に関してのイエス・キリストの言動で矛盾した記述がある。
マタイによる福音書では、「性的な目で女性を見ることは姦淫の罪にあたる」「姦淫の罪を犯すくらいなら目玉をくり抜いた方が良い」とイエスは説いたという。高等批評の立場からは、イエスはヘレニズム世界でギリシア哲学（キュニコス派）の影響を受け、禁欲を是とした哲学者だったという説もある（キュニコス派#キリスト教との関連）。
マタイによる福音書
マタイ 5:27 - 『姦淫するな』と言われていたことは、あなたがたの聞いているところである。
マタイ 5:28 - しかし、わたしはあなたがたに言う。だれでも、情欲をいだいて女を見る者は、心の中ですでに姦淫をしたのである。
マタイ 5:29 - もしあなたの右の目が罪を犯させるなら、それを抜き出して捨てなさい。五体の一部を失っても、全身が地獄に投げ入れられない方が、あなたにとって益である。

「ヨハネによる福音書」では、イエスは姦淫への寛容を説いたという。そこでは、イエスはレビ記および申命記にある律法を否定して、姦淫の禁止を許される比較的軽微な戒律として相対化し、また死刑を姦淫より大きな罪とみなしている。
ヨハネによる福音書
ヨハネ 8:3 - すると、律法学者たちやパリサイ人たちが、姦淫をしている時につかまえられた女をひっぱってきて、中に立たせた上、イエスに言った、
ヨハネ8:4 - 「先生、この女は姦淫の場でつかまえられました。
ヨハネ 8:5 - モーセは律法の中で、こういう女を石で打ち殺せと命じましたが、あなたはどう思いますか」。
ヨハネ 8:6 - 彼らがそう言ったのは、イエスをためして、訴える口実を得るためであった。しかし、イエスは身をかがめて、指で地面に何か書いておられた。
ヨハネ 8:7 - 彼らが問い続けるので、イエスは身を起して彼らに言われた、「あなたがたの中で罪のない者が、まずこの女に石を投げつけるがよい」。
ヨハネ 8:9 - これを聞くと、彼らは年寄から始めて、ひとりびとり出て行き、ついに、イエスだけになり、女は中にいたまま残された。
ヨハネ 8:10 - そこでイエスは身を起して女に言われた、「女よ、みんなはどこにいるか。あなたを罰する者はなかったのか」。
ヨハネ 8:11 - 女は言った、「主よ、だれもございません」。イエスは言われた、「わたしもあなたを罰しない。お帰りなさい。今後はもう罪を犯さないように」。］
カトリック教会は婚前交渉を禁じている。また、福音派の教会においても婚前交渉は禁じられる。
男性が思いで情欲の罪を犯すことはよく指摘されることであり、また、女性の情欲の罪は感情であるとして悔い改めが要求される。
カトリック教会では自慰行為も罪とされ、避妊は大罪である。